# Hamid Naderi Yeganeh

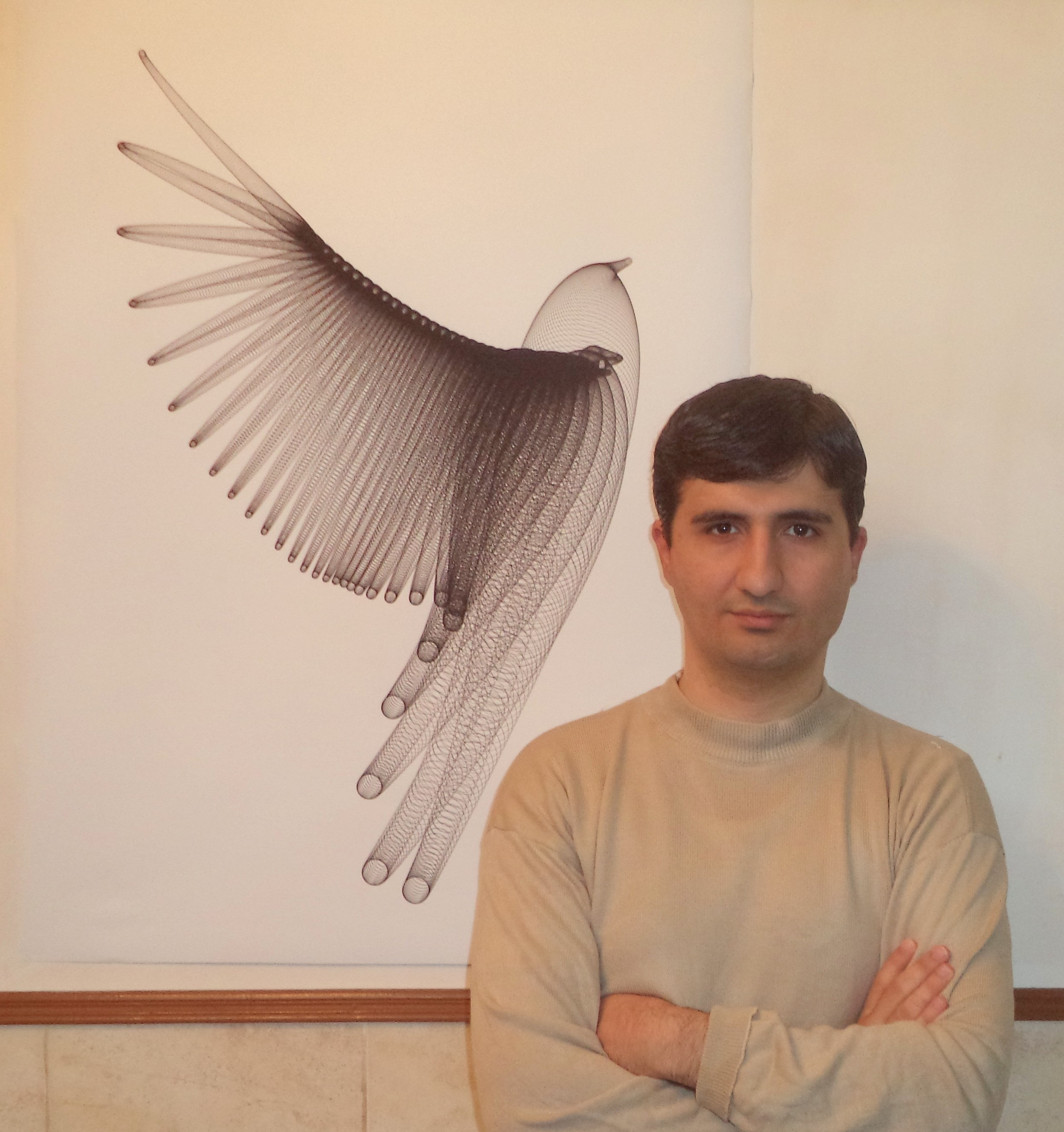
Hamid Naderi Yeganeh (2018)

Hamid Naderi Yeganeh (persisch: حمید نادری یگانه; geboren am 26. Juli 1990 im Iran) ist ein iranischer Mathematiker. Er verwendet mathematische Formeln, um Zeichnungen von realen Objekten, komplizierten Illustrationen, Animationen, Fraktalen und Tessellationen zu erstellen. Daher können seine Kunstwerke vollständig durch mathematische Konzepte beschrieben werden. Sein Kunstwerk 9000 Ellipsen wurde im November 2017 als Hintergrundbild von American Mathematical Monthly verwendet.

## Kunstwerke

### Zeichnungen von realen Objekten
Naderi Yeganeh hat zwei Methoden eingeführt, um reale Objekte mit mathematischen Formeln zu zeichnen. Bei der ersten Methode erstellt er Zehntausende von computergenerierten mathematischen Figuren, um versehentlich einige interessante Formen zu finden. Mit dieser Methode fand er beispielsweise einige Formen, die Vögeln, Fischen und Segelbooten ähneln. Bei der zweiten Methode zeichnet er Schritt für Schritt ein reales Objekt. In jedem Schritt versucht er herauszufinden, welche mathematischen Formeln die Zeichnung erzeugen. Mit dieser Methode zeichnete er beispielsweise Vögel im Flug, Schmetterlinge, menschliche Gesichter und Pflanzen mit trigonometrischen Funktionen.

### Fraktale und Tessellationen
Er hat einige Fraktale und Tessellationen entworfen, die von den Kontinenten inspiriert sind. Zum Beispiel beschrieb er 2015 das fraktale Afrika mit einem Afrika-ähnlichen Achteck und seiner lateralen Inversion.

## Galerie
Nachfolgend einige Beispiele für Yeganehs mathematische Kunstwerke:

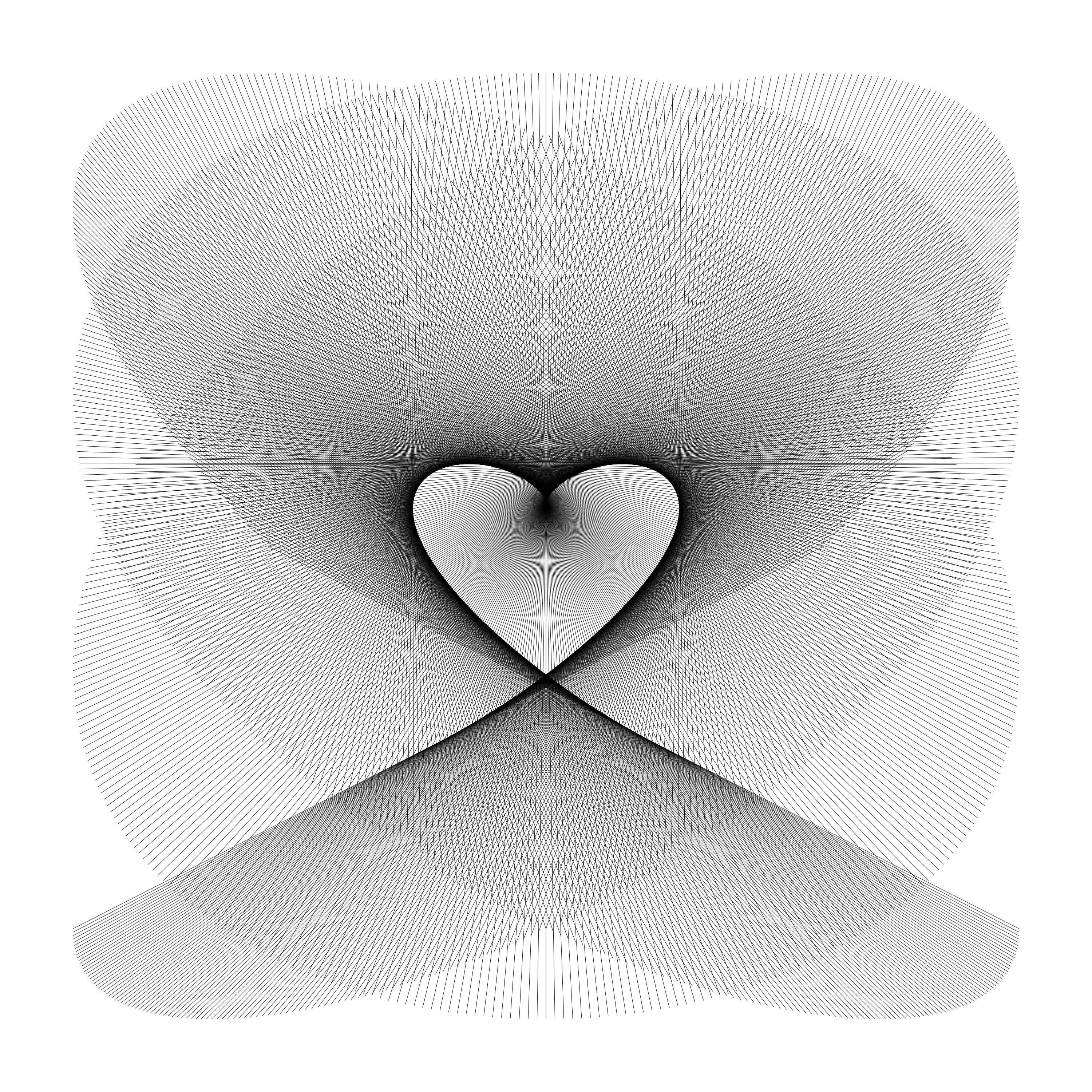
Herz von Hamid Naderi Yeganeh
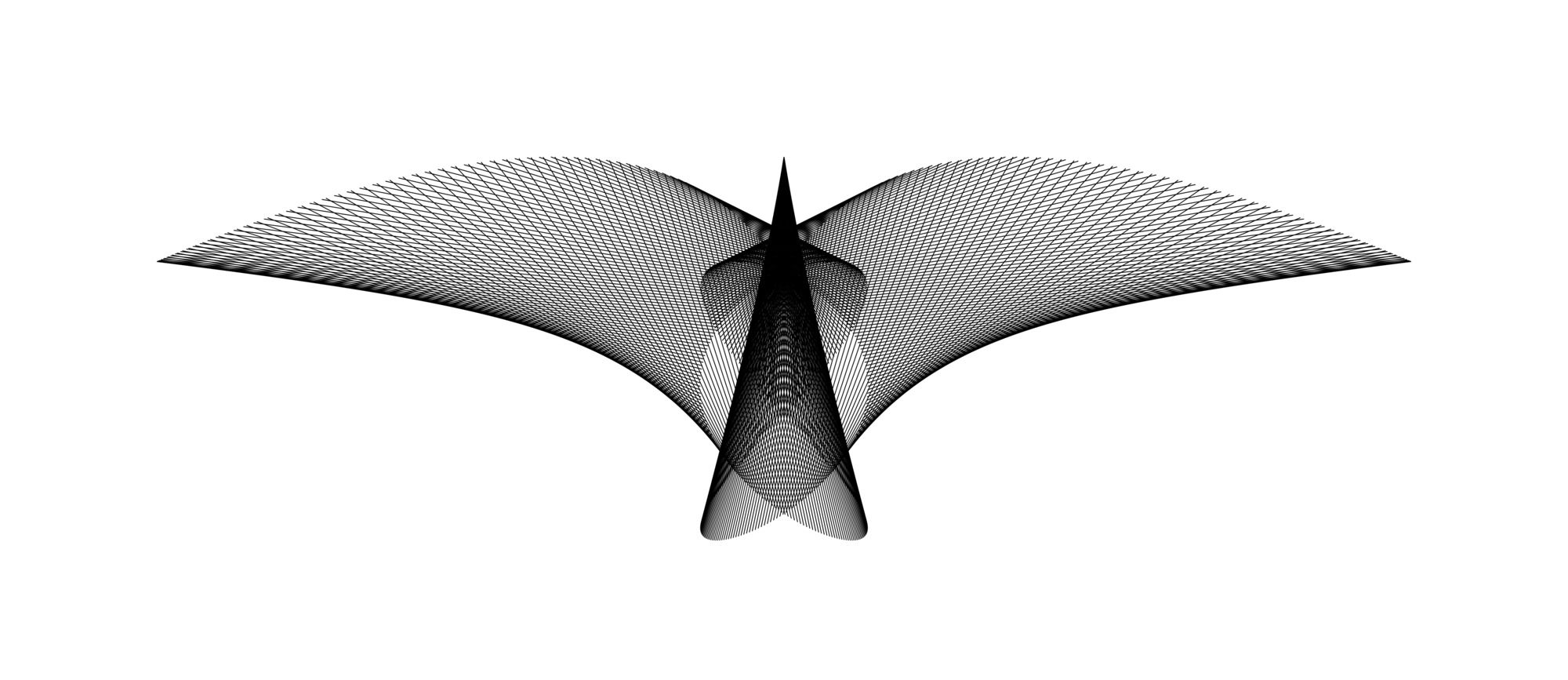
Ein Vogel im Flug von Hamid Naderi Yeganeh
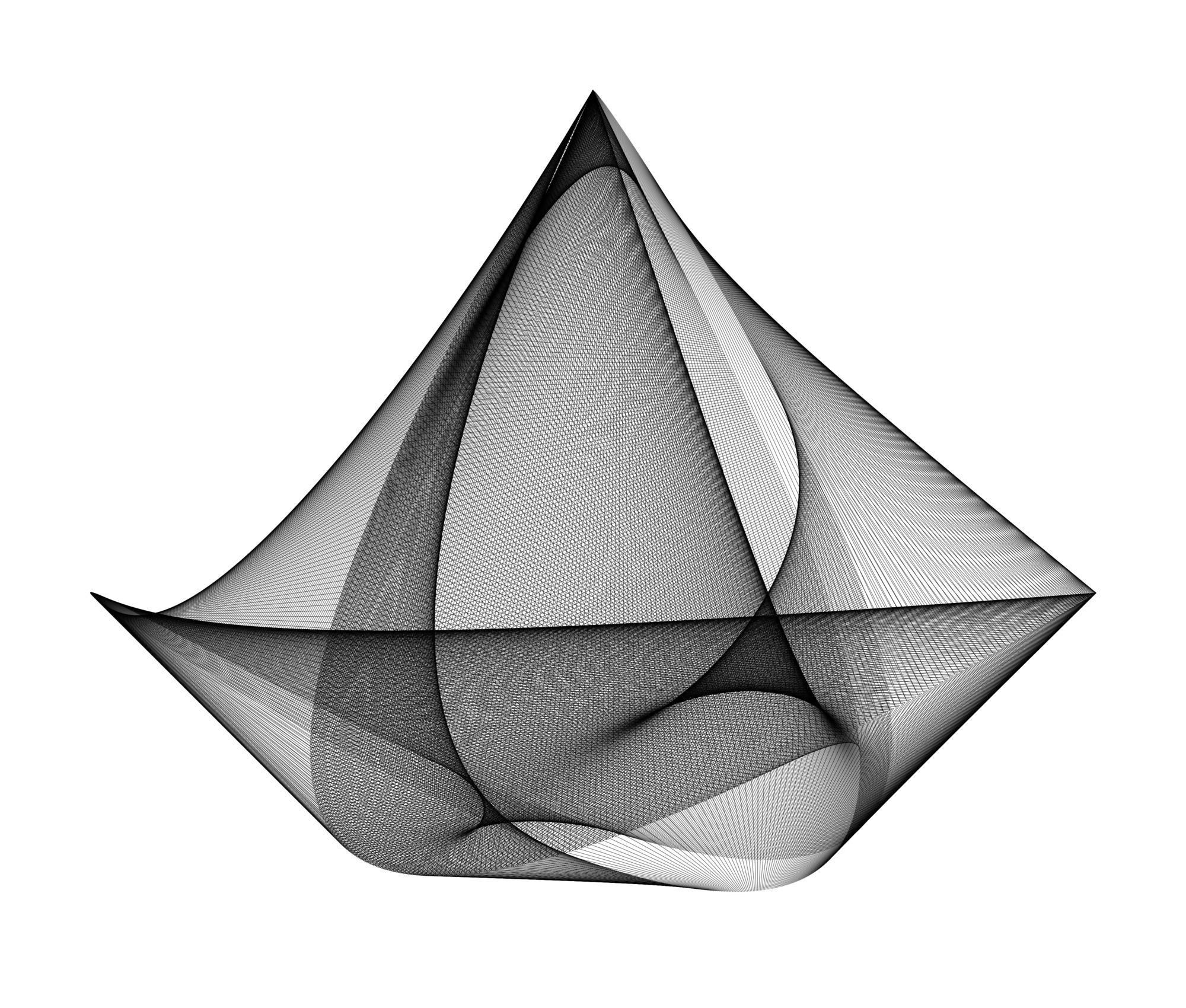
Boot von Hamid Naderi Yeganeh